# Richard LaGravenese
Richard LaGravenese est un producteur, réalisateur et scénariste américain, né le 30 octobre 1959 à Brooklyn (New York).

## Biographie
Richard LaGravenese naît à New York dans le quartier du Brooklyn. Il étudie le théâtre expérimental à l'université de New York.

### Carrière
Richard LaGravenese débute en écrivant des sketchs et des monologues pour une petite troupe de théâtre. En 1989, Il fait des débuts au cinéma en coécrivant avec Neil Levy le script de Rude Awakening. Il continue cependant à faire de petits boulots pour vivre, écrivant le jour, travaillant la nuit. Il accède cependant à la notoriété en 1991 avec le film de Terry Gilliam, The Fisher King : Le Roi pêcheur, succès tant critique que public, qui lui vaut une nomination à l'Oscar du meilleur scénario original lors de la 64e cérémonie des Oscars.
Dans les années 1990, il collabore avec de grands réalisateurs comme Clint Eastwood (Sur la route de Madison), Alfonso Cuarón (La Petite princesse) ou encore Robert Redford (L'Homme qui murmurait à l'oreille des chevaux). En 1995, il adapte un roman de Franz Lidz pour le scénario du film Les Liens du souvenir, de Diane Keaton, présenté à Cannes dans la section Un certain regard. En 2000, il réécrit le scénario d'Erin Brockovich, seule contre tous de Steven Soderbergh, à la demande de l'actrice principale Julia Roberts.
En 1998, il réalise son premier film, D'une vie à l'autre, avec Holly Hunter et Danny DeVito.
En France, il participe au film collectif Paris je t'aime (2006), en écrivant et réalisant le segment intitulé "Pigalle" avec Fanny Ardant et Bob Hoskins. En 2007 et 2008, il réalise Écrire pour exister et P.S. I Love You, deux films avec Hilary Swank. Après avoir écrit De l'eau pour les éléphants en 2011, il revient à la réalisation en 2013 avec Sublimes Créatures, adapté du roman pour adolescents à succès 16 lunes de Kami Garcia et Margaret Stohl.
En 2013, il signe le scénario de Ma vie avec Liberace (Behind the Candelabra), un téléfilm de Steven Soderbergh qui est sélectionné en compétition officielle au Festival de Cannes 2013.

## Filmographie

### Scénariste
- 1989 : Rude Awakening de David Greenwalt et Aaron Russo
- 1991 : The Fisher King : Le Roi pêcheur (The Fisher King) de Terry Gilliam
- 1994 : Tel est pris qui croyait prendre (The Ref) de Ted Demme
- 1995 : La Petite princesse (A Little Princess) d'Alfonso Cuarón
- 1995 : Sur la route de Madison (The Bridges of Madison County) de Clint Eastwood
- 1995 : Les Liens du souvenir (Unstrung Heroes) de Diane Keaton
- 1998 : L'Homme qui murmurait à l'oreille des chevaux (The Horse Whisperer) de Robert Redford
- 1998 : D'une vie à l'autre (Living Out Loud) de Richard LaGravenese
- 1998 : Beloved de Jonathan Demme
- 2000 : Erin Brockovich, seule contre tous (Erin Brockovich) de Steven Soderbergh (réécriture, non crédité au générique)
- 2006 : Paris, je t'aime - segment Pigalle de Richard LaGravenese
- 2007 : Écrire pour exister (Freedom Writers) de Richard LaGravenese
- 2008 : P.S. I Love You de Richard LaGravenese
- 2011 : De l'eau pour les éléphants (Water for Elephants) de Francis Lawrence
- 2013 : Sublimes Créatures (Beautiful Creatures) de Richard LaGravenese
- 2013 : Ma vie avec Liberace (Behind the Candelabra) (téléfilm) de Steven Soderbergh
- 2014 : Invincible (Unbroken) d'Angelina Jolie
- 2014 : The Last Five Years de Richard LaGravenese
- 2016 : The Comedian de Taylor Hackford
- 2022 : Il était une fois 2 (Disenchanted) d'Adam Shankman

### Réalisateur
- 1998 : D'une vie à l'autre (Living Out Loud)
- 2003 : A Decade Under the Influence
- 2006 : Paris, je t'aime - segment Pigalle
- 2007 : Écrire pour exister (Freedom Writers)
- 2008 : P.S. I Love You
- 2013 : Sublimes Créatures (Beautiful Creatures)
- 2014 : The Last Five Years
- 2024 : Les Dessous de la famille (A Family Affair)

### Producteur
- 1994 : Tel est pris qui croyait prendre (The Ref) de Ted Demme
- 2003 : A Decade Under the Influence de Richard LaGravenese
- 2014 : The Last Five Years de Richard LaGravenese

### Acteur
- 1991 : The Fisher King : Le Roi pêcheur (The Fisher King) de Terry Gilliam : Strait jacket yuppie
- 2001 : Blow de Ted Demme : un policier

## Distinctions
- 1992 : Nommé pour l'Oscar du meilleur scénario original lors de la 64e cérémonie des Oscars pour The Fisher King : Le Roi pêcheur
- 1992 : Nommé pour le BAFTA du meilleur scénario original lors de la 45e cérémonie des BAFTA pour The Fisher King : Le Roi pêcheur
- 2003 : Gagnant du William K. Everson Film History Award du National Board of Review pour le documentaire A Decade Under the Influence
- 2013 : Nommé pour l'Emmy du meilleur scénario pour une mini-série ou un téléfilm lors de la 65e cérémonie des Emmy Awards pour Ma vie avec Liberace